# COMPASS
СОМРАЅЅ или BeiDou (лого за енглеско говорно подручје од 27. децембра 2012.) (поједностављени кинески: 北斗卫星导航系统 ; традиционални кинески: 北斗衛星導航系統) је кинески сателитски навигациони систем развијен у три генерације. Карактеристичан је по томе што се сателити налазе у геостационарној орбити. Сателити прве генерације, њих свега три, активирани су 2000. године и покривали су углавном територију данашње Кине. Престали су са радом крајем 2012. године. Друга генерација постала је оперативна децембра 2011. године и састоји се од 10 сателита. Од децембра 2012. године нуди услугу корисницима у Азијско-пацифичком региону. Први сателити треће генерације лансирани су 30. марта 2015. године. Систем се тренутно састоји од 33 сателита и очекује се да буде комплетиран јуна 2020. године лансирањем последња два. Сматра се да ће бити прецизнији од конкуренције уз милиметарску тачност и накнадну обраду података. 27. децембра 2018. године систем је отпочео са пружањем глобалних услуга.

## Историја и развој
Првобитну идеју кинеског сателитског навигационог система осмислио је Чен Фангиун и његове колеге 1980. године. Након разраде пројекта и развоја, двадесет година од прве замисли, систем је пуштен у рад и оперативно тестирање. Према концепцији Кинеске националне (народне) космичке агенције, развој система је требало да се  одвија у три корака:
1. 2000-2003: експериментални Беидоу (реч у енглеској транслитерацији значи сазвежђе „Велика кола") навигациони систем, који се састоји од 3 сателита
2. до 2012: регионални Беидоу-2 (познатији као СОМРАЅЅ навигациони систем), покрива Кину и регион
3. до 2020: глобални СОМРАЅЅ навигациони систем.

Први сателит, Беидоу-1А , лансиран је 30. октобра 2000. године, а затим Беидоу-1Б 20. децембра 2000. Трећи, Беидоу-1Ц (бекап сателит), пуштен је у орбиту 25. маја 2003. године. У фебруару 2007. године, Кинеска свемирска агенција лансирала је четврти и последњи сателитски система Беидоу-1, Беидоу-1Д (понекад се назива Беидоу-2А), да служи као резервни сателит, али је непосредно после стављања у орбиту избио квар на комуникацијским уређајима апарата.
У априлу 2007. године, први сателит Беидоу-2, односно Компас-М1 (за валидацију фреквенција у Беидоу-2 констелацији) успешно је постављен у своју радну орбиту. Други Беидоу-2 сателит Компас-Г2 покренут је 15. априла 2009. године. Дана 15. јануара 2010. године, званични сајт кинеског навигационог сателитског система пуштен је у мрежу и трећи сателит система послат је у своју орбиту на Дуги марш 3Б ракети 17. јануара 2010. године. 2. јуна 2010.године, четврти сателит је успешно лансиран у орбиту. Пети орбитер лансиран је у свемир са Ксичанг космодрома 1. августа 2010. године. Три месеца касније, 1. новембар 2010. године, шести сателит је послат у орбиту. Пети семигеосинхрони сателит (инклинација геосинхроне орбите), први Беидоу-2 / Компас ИГСО-5 сателит, лансиран је из Ксичанга 1. децембра 2011.
У децембру 2011. године је успостављена је основна структура система, а инжењери су спроводили свеобухватан тест и процену параметара. Систем је постао оперативан у Кини региону истог месеца и обезбедио је пробне услуге позиционирања, навигације и време за Кину и суседне области пре краја исте године. Глобални навигациони систем треба да буде завршен до 2020. године. Децембра 2012, 16 сателита за Беидоу-2 су оперативни, а 14 од њих су у служби.

## Кинеско учешће у Галилео систему
У септембру 2003. године, Кина је намеравала да се придружи Европском пројекту Галилео (навигациони систем) и да инвестира € 230 милиона (296 милиона долара) у Галилеа у наредних неколико година. У то време веровало се да Кина "Беидоу" навигациони систем користи само у сврху њених оружаних снага. У октобру 2004. године, Кина је званично приступила пројекту Галилео потписивањем Споразума о сарадњи у програму Галилео са ЕСА. На основу Споразума кинеско-европске сарадње у Галилео програму, „China Galileo Industries" (CGI) је главни извођач ангажмана Кине у Галилео програму, основана у децембру 2004. До априла 2006, једанаест споразума о сарадњи у оквиру Галилео је потписано између Кине и ЕУ. Међутим, Кина је била незадовољна својом улогом у пројекту Галилео на азијском тржишту, те је одлучила да изађе из споразума и настави сама да гради сопствени комплементарни систем, где се поставља питање о преузимању и злоупотреби технологије. Интересантна је чињеница да кинески сателити раде на приближно европским фреквенцијама Е1, Е2, Е5В и Е6, што је сукоб интереса и технолошког развоја предајника, међутим, пошто су кинески сателити почели са радом пре европских, Међународна унија за телекомуникације је de facto пресудила у корист кинеске стране.